# Őszirózsaformák
Az őszirózsaformák vagy csövesvirágúak (Asteroideae) a fészkesvirágzatúak (Asterales) rendjébe tartozó őszirózsafélék (Asteraceae) családjának egy alcsaládja.

## Jellemzők
A virágzat közepén csöves virágok, a szélén nyelves virágok (sugárvirágok vagy sugárzó virágok) vannak. A nyelves virág öt, vagy három cimpájú. Tejnedvük nincs. Az alcsaládba tartozó növények között előfordulnak olyan mesterségesen létrehozott fajták, amelyek virágzata csak nyelves virágokból áll (telt virágzat).

## Magyarországi fajok

### Gazdaságilag jelentős fajok
- A közönséges napraforgót (Helianthus annuus) olajnövényként termesztik.
- A csicsóka (H. tuberosus) inulintartalmú ággumóit nemcsak takarmányozzák, de az élelmiszeriparban és a szeszgyártásban is használják.
- Az articsóka (Cynara scolymus) és a kárdi (C. cardunculus) húsos, fiatal fészekpikkelyeinek alsó részét párolva fogyasztják.
- A tárkony (Artemisia dracunculus) fűszernövény.
- A fehér ürömmel (A. absinthium) nemcsak az ürmösbort és az abszintot fűszerezik, de gyógyszernek is használják.
- A benedekfű (Cnicus benedictus) fűszer- és gyógynövény.
- A körömvirág (Calendula officinalis) gyógy- és dísznövény.
- A közönséges cickafark (Achillea millefolium), a jószagú cickafark (Achillea filipendulina) és a mezei cickafark (Achillea collina) gyógynövény.
- Az orvosi székfű vagy kamilla (Matricaria recutita) gyógynövény; drogjából teát főznek.
- A sáfrányos szeklice más néven kerti pórsáfrány (Carthamus tinctorius) egykor festőanyagáért termesztették.

### Védett fajok
- csillagőszirózsa (Aster amellus),
- örménygyökér (Inula helenium),
- Teleki-virág (Telekia speciosa),
- Tisza-parti margitvirág (Leucanthemella serotina),
- magyar zergevirág (Doronicum hungaricum),
- mecseki zergevirág (D. orientale),
- szibériai hamuvirág (Ligularia sibirica),
- kék szamárkenyér (Echinops ritro subsp. ruthenicus),
- enyves aszat (Cirsium erisithales),
- kenyérbélcickafark (Achillea ptarmica),
- szártalan bábakalács (Carlina acaulis),
- szirti imola (Centaurea mollis),
- kisfészkű hangyabogáncs (Jurinea mollis).

### A természetes flóra fajai
- közönséges aranyvessző (Solidago virga-aurea),
- réti imola (Centaurea jacea),
- borzas imola (C. indurata),
- vastövű imola (C. scabiosa),
- sziki őszirózsa (Aster tripolium),
- mezei cickafark (Achillea collina),
- réti margitvirág (Leucanthemum vulgare),
- ékes vasvirág (Xeranthemum annuum),
- iszapgyopár (Gnaphalium uliginosum),
- festő zsoltina (Serratula tinctoria),
- Tephroseris integrifolia
- kárpáti aggófű (S. nemorensis subsp. fuchsii),
- réti peremizs (Inula britannica),
- fehér szamárkenyér (Echinops sphaerocephalus).

### Ismertebb gyomnövények
- kaporlevelű ebszékfű (Tripleurospermum inodorum),
- fekete üröm (Artemisia vulgaris),
- martilapu (Tussilago farfara),
- magas aranyvessző (Solidago gigantea),
- betyárkóró (Erigeron canadensis),
- ürömlevelű parlagfű (Ambrosia artemisiifolia) – ismert allergén,
- olasz szerbtövis (Xanthium italicum),
- szúrós szerbtövis (X. spinosum),
- mezei aszat (Cirsium arvense),
- gyapjas aszat (C. eriophorum),
- subás farkasfog (Bidens tripartita),
- közönséges aggófű (Senecio vulgaris),
- a pipitérfajok (Anthemis spp.):
  - festő pipitér (Anthemis tinctoria),
  - parlagi pipitér (Anthemis arvensis),
  - csupasz pipitér (Anthemis glaberrima) – védett!
  - homoki pipitér (Anthemis ruthenica),
  - szöszös pipitér (Anthemis austriaca),
  - Római kamilla nemes pipitér (Anthemis nobile, Anthemis nobilis)
  - büdös pipitér (Anthemis cotula),
  - ezüstös pipitér (Anthemis hiebersteiniaia);
- bókoló bogáncs (Carduus nutans),
- útszéli bogáncs (C. acanthoides),
- kicsiny gombvirág (Galinsoga parviflora)
- kék búzavirág (Centaurea cyanus),
- gilisztaűző varádics (Tanacetum vulgare) egyúttal féreg- és molyűző is.

### Ismertebb dísznövények
- kúpvirág (Rudbeckia spp.),
- bársonyvirág avagy büdöske (Tagetes spp.),
- napraforgó (Helianthus spp.),
- százszorszép (Bellis perennis),
- kerti őszirózsa (Callistephus chinensis),
- kerti dália (Dahlia pinnata),
- krizantém (Chrysanthemum sp.),
- Bíbor kasvirág vagy lángvörös kasvirág (Echinacea purpurea),
- tarka szépecske (Coreopsis tinctoria),
- gerbera (Gerbera × cantanbrigiensis).
- rézvirág (Zinnia elegans)
- kokárdavirág (Gaillardia spp.)
- kerti pillangóvirág, más néven sallangos pillangóvirág vagy egyszerűen pillangóvirág (Cosmos bipinnatus)
- jószagú cickafark (Achillea filipendulina)